# Le Messager évangélique
Le Messager évangélique est une revue chrétienne évangélique fondée en 1860 à Vevey.

## Historique
La revue est fondée à Vevey en 1860, par Charles-François Recordon, qui en dirigea la rédaction jusqu'à sa mort en 1870, avant d'être remplacé par Henri Rossier jusqu'en 1928. Publiée mensuellement ou bimensuellement jusqu'à aujourd'hui, la revue a été pendant plus de 150 ans le principal journal francophone du mouvement des Assemblées de Frères,.

## Ligne éditoriale
Dans son premier numéro, le Messager déclare vouloir « propager la vérité de Dieu, par tous les moyens possibles » et « relier davantage l’œuvre des divers corps d’assemblées en un seul faisceau ». En pratique, il contient des articles d'interprétation de passages de la Bible, des méditations sur divers sujet bibliques, des articles d'opinions, et des copies de lettres. Les articles ont d'abord été publiés anonymement dans les premiers volumes. Aujourd'hui, la plupart des articles sont signés.